# Gantodogo
Gantodogo est une localité située dans le département de Kaya de la province du Sanmatenga dans la région Centre-Nord au Burkina Faso.

## Géographie
Gantodogo est située à 7 km à l'ouest du centre de Kaya, la principale ville de la région. Le village est à un kilomètre de la route régionale 14 reliant Kaya à Mané.

## Éducation et santé
Le centre de soins le plus proche de Gantodogo est le centre hospitalier régional (CHR) de Kaya.
Le village possède depuis 2009 une école primaire publique de trois classes qui présente cependant un contentieux d'appartenance territoriale avec le village voisin d'Iryastenga, bien que l'établissement accueille les enfants des deux villages.